# Landesverband der Jüdischen Gemeinden von Niedersachsen

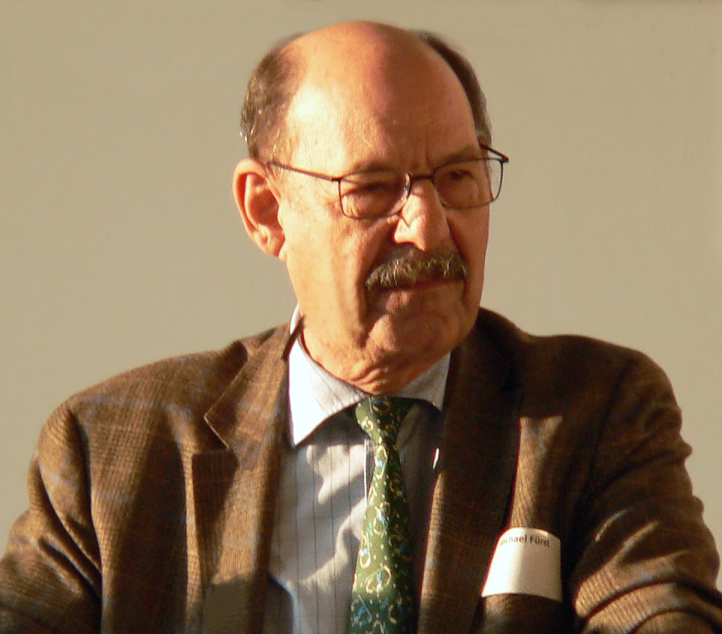
Michael Fürst, Vorsitzender im Landesverband der Jüdischen Gemeinden von Niedersachsen

Der Landesverband der Jüdischen Gemeinden von Niedersachsen K.d.ö.R ist ein Zusammenschluss der zwölf jüdischen Gemeinden in Niedersachsen. Der eher traditionelle Landesverband dient der Landesregierung und den Landesinstitutionen in Niedersachsen als Ansprechpartner für Fragen der jüdischen Religionsausübung. Er ist Mitglied im Zentralrat der Juden in Deutschland. Einer der Initiatoren des Verbandes war Norbert Prager. Der Vorsitzende des Landesverbandes, Michael Fürst, leitet ihn seit mehr als vierzig Jahren. Die größte Gemeinde ist Hannover mit über 4100 Mitgliedern (Stand: 2020).
Dem Landesverband obliegt die Sicherung und Betreuung der pflegeverwaisten jüdischen Friedhöfe in ganz Niedersachsen (sofern sie nicht unmittelbar Eigentum einer Gemeinde sind); ca. 232 jüdische Friedhöfe mit einer Gesamtfläche von ca. 300 ha sind in Niedersachsen bekannt.